# Reuben Gabriel
Reuben Gabriel est un footballeur nigérian né le 25 septembre 1990 à Kaduna. Il évolue au poste de milieu de terrain au KuPS Kuopio en Finlande.
Reuben Gabriel participe à la Coupe d'Afrique des nations 2013 avec l'équipe du Nigeria.

## Carrière en club

### Nigeria
Gabriel est né à Kaduna. Dans son pays, il a joué pour le Kaduna United FC, Enyimba International F.C. et le Kano Pillars FC.
En octobre 2012, Gabriel a été nommé à la fois Joueur de l'année et Joueur de l'équipe nationale de l'année lors des League Bloggers Awards (LBA) de 2012, qui ont eu lieu à Lagos.

### Kilmarnock
Le 2 avril 2013, Gabriel a rejoint le club de la Scottish Premier League Kilmarnock en tant qu'agent libre, signant un contrat de trois ans,,,. Il a fait ses débuts pour sa nouvelle équipe le 29 novembre, lors d'un match de la Coupe d'Écosse contre Dundee United, où il a concédé un penalty dans une défaite à l'extérieur 2-5.
En novembre 2013, Reuben a demandé à quitter Kilmarnock lors de la fenêtre de transfert de janvier 2014. Il a été libéré en janvier, après que le club a accepté sa demande.

### Waasland-Beveren
En janvier 2014, Reuben a effectué un essai avec les Tottenham Hotspur en Premier League. Cependant, cela n'a rien donné, et il a rejoint le club de la Belgian Pro League Waasland-Beveren avec un contrat d'un an et demi à la fin du mois.

### Al-Ain
Le 3 septembre 2021, Gabriel a rejoint Al-Ain.

## Palmarès
- Champion du Nigeria en 2010 avec Enyimba et en 2012 avec Kano Pillars